# لایشتنراده
لایشتنراده (به آلمانی: Berlin-Lichtenrade) یک منطقهٔ مسکونی در آلمان است که در Tempelhof-Schöneberg واقع شده‌است. لایشتنراده ۴۹٬۴۵۱ نفر جمعیت دارد.